# Gamkaberg Nature Reserve
Das Naturschutzgebiet Gamkaberg Nature Reserve liegt in einem isolierten Höhenzug in der Kleinen Karoo zwischen den Swartbergen und Outeniqua-Bergen. Es befindet sich 33 Kilometer südwestlich von Oudtshoorn und 32 Kilometer südöstlich von Calitzdorp in der südafrikanischen Provinz Westkap. Die Anfahrt erfolgt über die Route 62 von Oudtshoorn oder Calitzdorp.
Das Naturschutzgebiet wurde 1974 mit dem Ziel gegründet, eine lokale Population von 32 – der in ihrem Bestand bedrohten – Bergzebras zu schützen. Es ist zurzeit 9428 ha groß, das Gelände ist schroff, die Gebirgsplateaus werden durch tiefe Schluchten zerschnitten. Verwaltet wird das Schutzgebiet von CapeNature.
Der Name Gamka ist abgeleitet vom Khoikhoi-Wort gami für Löwe.

## Klima
Das Klima ist mediterran, mit heißen Sommern und milden Wintern. Das Schutzgebiet liegt zwischen der Winter- und Sommerregenregion, mit leichten Niederschlägen im Winter (Juni bis Oktober) und Gewitterschauern im Sommer. Die durchschnittliche jährliche Niederschlagsmenge beträgt 500 mm auf den Gipfeln und 300 mm am Fuß der Berge. 

## Fauna und Flora
Die gefährdeten Bergzebras, der Leopard und der Honigdachs werden im Schutzgebiet angetroffen. Andere Säugetiere, die zu sehen sind: Elenantilope, Kuhantilope, Kap-Greisbock, Rehantilope, Klippspringer, Kronenducker, Steinböckchen, Pavian, Karakal und zahlreiche kleinere Arten. Gamkaberg ist ebenfalls der Lebensraum für eine große Vielzahl an Vögeln, Reptilien und Insekten.
Hier gibt es vier Vegetationstypen: Gebirgs-Fynbos, Arid-Fynbos, Sukkulenten Karoo und Galeriewäldern an Flussläufen. Viele seltene Pflanzen werden hier gefunden, einschließlich der erst im Jahr 1987 entdeckten Protea Mimetes chrysanthus („Golden Mimetes“).

Im Naturreservat
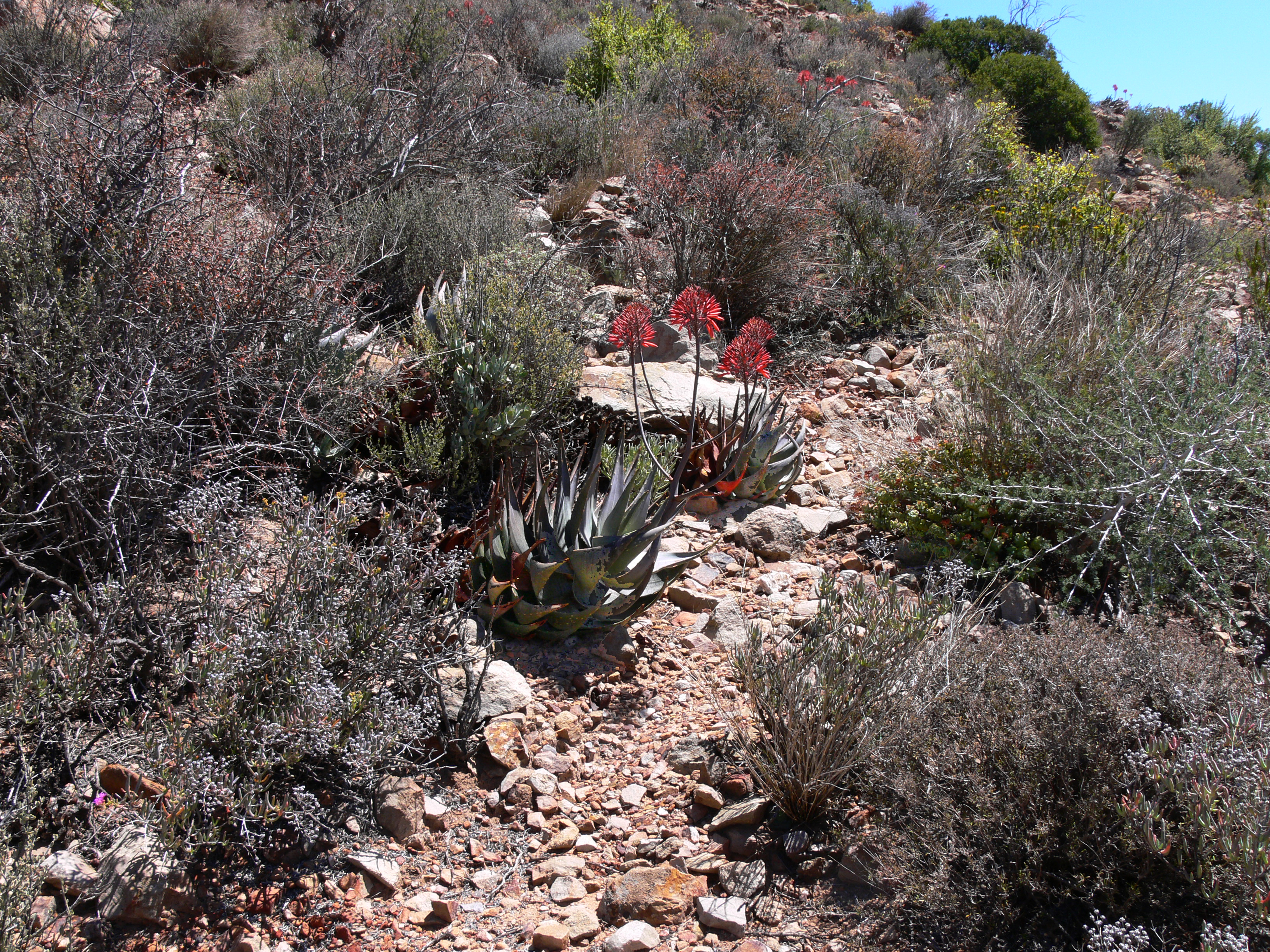
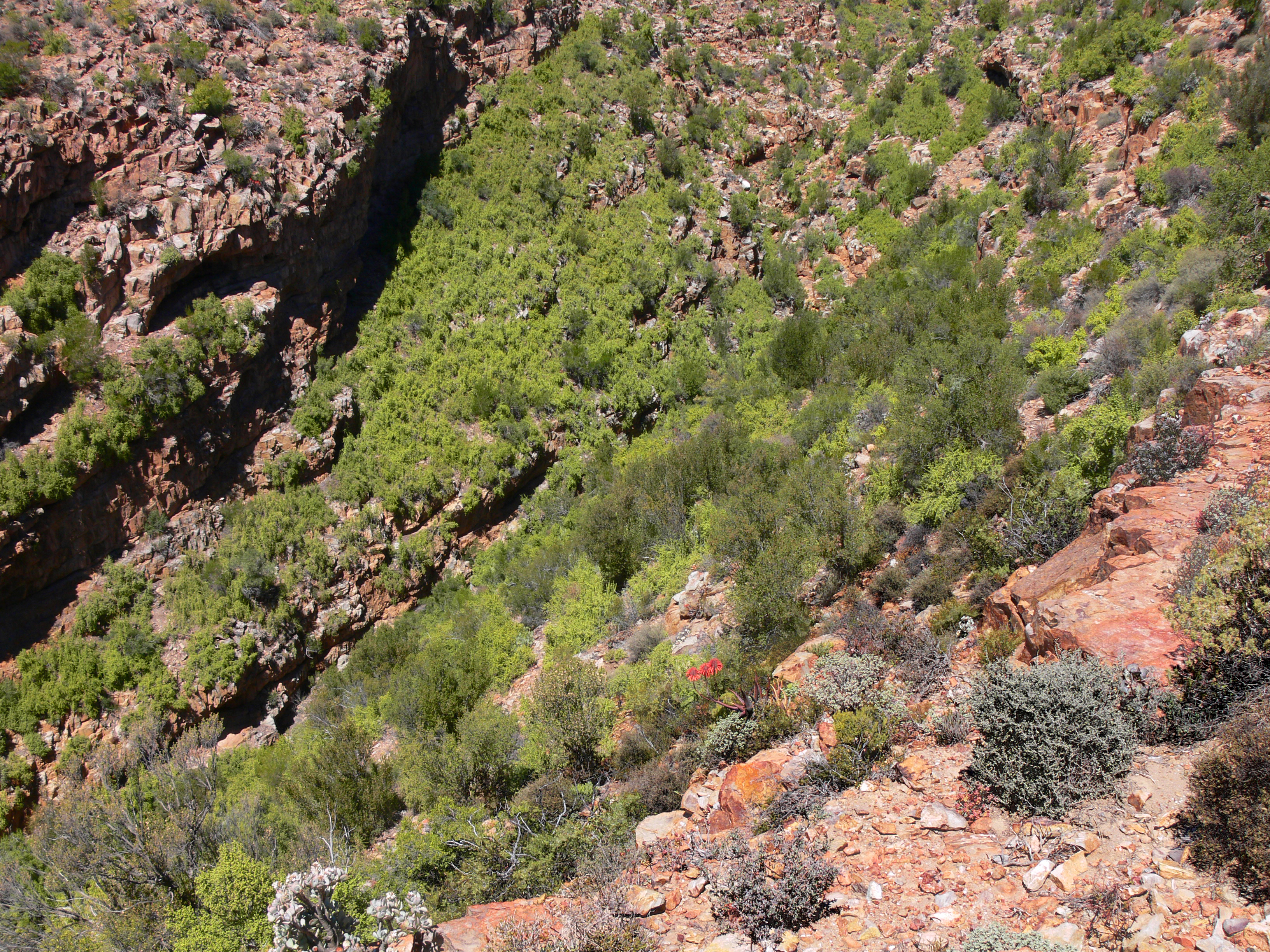